# Derek Clark
Derek Roland Clark (født 10. oktober 1933, død 1. januar 2023) var fra 2004 britisk medlem af Europa-Parlamentet, valgt for UK Independence Party (indgår i parlamentsgruppen Europa for frihed og demokrati).